# Anchorage (Schiff, 2013)
Die Anchorage  ist ein Amphibious Transport Dock der San-Antonio-Klasse der United States Navy. Sie wurde nach der Stadt Anchorage, Alaska benannt.

## Geschichte
Die Anchorage  wurde 2006 als siebtes Schiff seiner Klasse in Auftrag gegeben. Der Bauauftrag ging an den Konzern Northrop Grumman, der das Schiff in seiner Werft Avondale Shipyard bauen ließ. Auf Kiel gelegt wurde das Schiff am 24. September 2007. Nach rund dreieinhalb Jahren im Trockendock wurde LPD-23 am 12. Februar 2011 vom Stapel gelassen. Die Taufe auf den Namen Anchorage erfolge am 11. Mai 2011, Taufpatin war Annette Conway, Ehefrau des früheren Commandant of the Marine Corps, General James T. Conway.
Die Anchorage wurde im September 2012 an die US Navy übergeben und am 4. Mai 2013 in Dienst gestellt.